# Amok (film, 1993)
Pour les articles homonymes, voir Amok.
Pour plus de détails, voir Fiche technique et Distribution.
Amok est un film franco-germano-portugais réalisé par Joël Farges, sorti en 1993.

## Fiche technique
- Titre : Amok
- Réalisation : Joël Farges
- Scénario : Joël Farges, Dominique Rousset et Catherine Foussadier d'après Amok ou le Fou de Malaisie de Stefan Zweig
- Photographie : Fabio Conversi
- Musique : Nicola Piovani
- Production : Tino Navarro
- Pays d'origine :  France -  Allemagne -  Portugal
- Format : couleurs
- Genre : comédie dramatique
- Durée : 90 minutes
- Date de sortie : 1993

## Distribution
- Fanny Ardant : Elle
- Andrzej Seweryn : Steiner
- Bernard Le Coq : Le voyageur
- Joaquim de Almeida : L'amant
- Sonja Kirchberger : La maîtresse Munich
- Henrique Viana : Le chirurgien